# Conioscinella radicalis
Conioscinella radicalis är en tvåvingeart som beskrevs av Nartshuk 1976. Conioscinella radicalis ingår i släktet Conioscinella och familjen fritflugor. Inga underarter finns listade i Catalogue of Life.